# Снєжинський Велеонін Мар'янович
Велеонін Мар'янович Снєжинський (28 грудня 1930) — український правоохоронець. Генерал-майор внутрішньої служби. Начальник Київської вищої школи МВС СРСР (1983–1992). Заступник міністра внутрішніх справ УРСР.

## Біографія
Народився 28 грудня 1930 року в селі Розношенське Кіровоградська область. У 1953 році закінчив юридичний факультет Одеського університету.
З 1953 року працював ревізором, згодом старшим консультантом міністерства юстиції УРСР по Вінницькій області.
З 1955 року член суду, заступник голови Вінницького обласного суду.
З 1959 року інструктор, завідувач відділу адміністративних і торгово-фінансових органів Вінницького обкому Компартії України.
З 1962 року прокурор Вінницької обласної прокуратури.
З 1965 року заступник завідувача відділу органів ЦК Компартії України.
З 1971 року заступник міністра внутрішніх справ УРСР.
З 1983 року начальник Київської вищої школи МВС СРСР.

## Нагороди та відзнаки
- Два Ордени Червоного Прапора